# ペリクレス・シャムスカ
ペリクレス・ライムンド・オリヴェイラ・シャムスカ（ポルトガル語: Péricles Raimundo Oliveira Chamusca、1965年9月29日 - ）は、ブラジル・バイーア州サルヴァドール出身のサッカー指導者。アル・タアーウンFC監督。

## 来歴
自身はプロ選手としての経験は無い。1992年に体育大学を卒業後、ECヴィトーリアで監督としてのキャリアをスタート。その後サンタクルスFC（1996年）、SCコリンチャンス・アラゴアーノ（2001年）、ボタフォゴFR（2005年）などで監督を歴任。2002年にブラジリエンセFCの監督としてコパ・ド・ブラジルで準優勝、2004年にサント・アンドレの監督として1部への昇格およびコパ・ド・ブラジルで優勝を果たした。また、地元メディアで若手育成に定評があると称されるようになった。
2005年9月、大分トリニータの監督に就任。また、実弟のマルセロがヘッドコーチに就任。第22節時点で17位と降格圏にあった大分はシャムスカが監督に就任して以降7勝3分2敗の成績を収め、降格圏から脱出させると共に11位に浮上させた。このことにより「シャムスカ・マジック」と称されるようになった。
元鹿島監督のトニーニョ・セレーゾとは、1999年にヴィトーリアで監督とコーチという関係であり旧知の仲。
元東京VDFデジマール、元大分FWオズマールはサント・アンドレ監督時代の教え子で、元広島DFジニーニョ、元東京VMFアナイウソンはADサンカエターノ監督時代、元大分MFトゥーリオは、ボタフォゴ監督時代からの教え子に当たる。
「クラブの現有戦力をもって最大限の効果を発揮させる」ことが特徴の一つであり、また、モチベーターとしても評価され、2005年9月にシャムスカが監督に就任して以降の大分の戦績を以て「シャムスカ・マジック」と称されるようになった。
2005年シーズンの大分はシャムスカが監督に就任した第22節終了時点で5勝13敗4分け（勝ち点19）の17位（自動降格圏内）で、最下位のヴィッセル神戸と勝ち点が同じ、また11試合勝利が無い状態であった。就任会見でシャムスカは「残り12試合で勝ち点18を取って残留する」とコメントした。なお、2005年における自動残留順位は15位／勝ち点37であった。つまり、勝ち点18を取って残留を決めるというシャムスカの読みは的中していた。だが、チームはシャムスカの想定を上回る快進撃を見せていく。
まず、監督初戦の第23節の浦和レッドダイヤモンズ戦で2-1で勝利を収める。また、第22節で名古屋グランパスエイト、第26節で横浜F・マリノス戦に勝利を収める。さらに第28節で本シーズンで優勝したガンバ大阪戦に勝利を収めた。公約だった｢勝ち点18｣は8試合で達成、結果的に就任後の12試合で7勝2敗3分け（勝ち点24）の成績を挙げ、就任時17位だった順位は11位まで浮上していた。
2006年シーズンは序盤こそややもたついたが、それまでリーグ戦で勝ちがなかった鹿島アントラーズにアウェーで快勝した頃から調子を上げ、リーグ戦は前年を上回る8位の成績を収めた。
2007年シーズンは、第17節終了時点で自動降格圏内の17位。ただ、金崎夢生、小手川宏基といった若い選手や、シーズン途中にアルビレックス新潟から加入した鈴木慎吾の活躍もあり、浮上のきっかけをつかみつつもそれを活かしきれない状況が続いていた。後半戦に入りJ1残留争いから抜け出して、最終節を待たず14位で残留を決めた。
2008年シーズンは、1点を奪って守りきるサッカーを武器に次々と勝利を重ね、26節にはチーム史上初めて首位に立つなど、終盤戦まで優勝争いに絡み、チーム最高の4位でリーグ戦を終了。34試合でわずか24失点と、Jリーグの年間最少失点記録を塗り替えた。更にナビスコ杯では、決勝戦で清水エスパルスを破り優勝、チーム史上初のタイトルを獲得した。また、2009年2月に開催されるパンパシフィックチャンピオンシップ2009の出場権を獲得した。
2009年シーズンは、パンパシ2009が2月中旬に開催されたが、チームの始動日をJ全クラブで最も遅い1月31日に設定。第4節から第17節までリーグ戦14連敗（延長戦制廃止後のJリーグ連敗記録）を喫した。
大分の監督を解任された後、スポルチ・レシフェの監督に就任。京都サンガF.C.で出場機会を失っていたパウリーニョを獲得して降格圏脱出を図ったが最下位に転落したことなどから、11月に辞任し、退団した。
2009年12月より、アヴァイFCの監督に就任。サンタ・カタリーナ州選手権で優勝。
2010年7月、カタール・アル・アラビSCの監督に就任。9月のシェイク・ジャシムカップで優勝。
2011年6月、カタール・アル・ジャイシュの監督に就任し、2012年5月に監督を退任。
2012年から2013年までブラジル・ポルトゥゲーザの監督に就任。2013年よりコリチーバFCの監督にそれぞれ就任。
2014年、ジュビロ磐田の監督に就任。J2優勝とJ1昇格を目標にしていたが、チームの順位が自動昇格圏外の3位だったこともあり、9月25日に成績不振により契約解除が発表された。
2015年5月、カタール・アル・ガラファの監督に就任。
2022年6月30日、アル・タアーウンFC監督に就任。2023-24シーズンのSPLを4位で終えて、AFCチャンピオンズリーグ2 2024/25グループステージ出場に導いた。
2024年5月29日、FDリーグ（サウジ2部）に昇格したネオムSCの監督に2年契約で就任。クラブをFDリーグ優勝とSPL昇格に導いたが、2025年7月4日、双方合意の下に契約解除してネオムSC監督を退任した。
2025年7月18日、1年契約で再びアル・タアーウンFC監督に就任。

## エピソード
- ADサンカエターノ監督時代には守備の要だったDFセルジーニョを試合中の心臓発作で失い、この時点でカンピオナート・ブラジレイロのセリエAで4位だった順位がズルズルと後退し、さらに選手管理の責任を問われて勝ち点24の減点処分を受け、最後には18位とセリエB降格寸前にまで落ちた経験を有する。
- 「チームはファミリー」がモットーであり、フロント・スタッフ・選手そしてサポーター一体のチーム作りを旨としている。試合の際にはベンチ入りできなかった選手および背番号12（サポーターの象徴）のユニフォームを掲げ、チーム全員で試合に臨む姿勢を示している。
- 2009年10月30日放送分のFoot!でのインタビューで日本代表の監督に興味があることを語った。

## 指導歴

### 監督歴
- 1987年 - 1991年  ECバイーア・ジュニオール
- 1992年 - 1995年  ECヴィトーリア[2]
- 1996年  サンタクルスFC[2]
- 1997年  ミラソウFC[2]
- 1997年  リオ・ブランコEC[2]
- 1997年  アメリカ-RN[2]
- 1998年  クルーベ・アトレチコ・ド・ポルト[2]
- 1998年  CSA[2]
- 1999年 - 2001年  ECヴィトーリア[2]
- 2001年  SCコリンチャンス・アラゴアーノ[2]
- 2002年  ブラジリエンセFC[2]
- 2002年  SERカシアス・ド・スル[2]
- 2002年  ミラソウFC[2]
- 2002年 - 2004年  サンタクルスFC[2]
- 2004年  ECサント・アンドレ[2]
- 2004年  ADサンカエターノ[2]
- 2005年  ゴイアスEC[2]
- 2005年 - 2005年8月  ボタフォゴFR[2]
- 2005年9月 - 2009年7月  大分トリニータ[2]
- 2009年7月 - 2009年11月  スポルチ・レシフェ[2]
- 2010年   アヴァイFC[2]
- 2010年7月 - 2011年6月  アル・アラビSC[2]
- 2011年7月 - 2012年5月  アル・ジャイシュ・ドーハ[2]
- 2012年12月 - 2013年4月  ポルトゥゲーザ[2]
- 2013年9月 - 2013年11月  コリチーバFC[2]
- 2014年 - 2014年9月 ジュビロ磐田[2]
- 2015年5月 - 2016年  アル・ガラファ[7]
- 2016年 - 2017年  アル・シャアブCSC（英語版）
- 2018年 - 2019年  アル・ファイサリー・ハルマ
- 2019年  アル・ヒラル
- 2019年 - 2021年  アル・ファイサリー・ハルマ
- 2021年 - 2022年  アル・シャバブ・リヤド
- 2022年 - 2024年  アル・タアーウンFC
- 2024年 - 2025年  ネオムSC
- 2025年 -  アル・タアーウンFC

### 成績
| 年度   | 所属   | クラブ | リーグ戦 | リーグ戦 | リーグ戦 | リーグ戦 | リーグ戦 | リーグ戦 | カップ戦       | カップ戦  |
| 年度   | 所属   | クラブ | 順位     | 試合     | 勝点     | 勝       | 分       | 敗       | ナビスコ杯     | 天皇杯    |
| ------ | ------ | ------ | -------- | -------- | -------- | -------- | -------- | -------- | -------------- | --------- |
| 2005   | J1     | 大分   | 11位     | 12       | 24(43)   | 7        | 3        | 2        | -              | 5回戦敗退 |
| 2006   | J1     | 大分   | 8位      | 34       | 47       | 13       | 8        | 13       | 予選リーグ敗退 | 5回戦敗退 |
| 2007   | J1     | 大分   | 14位     | 34       | 41       | 12       | 5        | 17       | 予選リーグ敗退 | 5回戦敗退 |
| 2008   | J1     | 大分   | 4位      | 34       | 56       | 16       | 8        | 10       | 優勝           | 4回戦敗退 |
| 2009   | J1     | 大分   | 18位     | 17       | 4        | 1        | 1        | 15       | 予選リーグ敗退 | -         |
| 2014   | J2     | 磐田   | 3位      | 33       | 56       | 16       | 8        | 9        | -              | 4回戦敗退 |
| 総通算 | 総通算 | 総通算 | -        | 164      | -        | 65       | 31       | 66       | -              | -         |

- 2005年は9月からの就任 (カッコ内はシーズン通算)
- 2009年は7月に解任 (順位・数値は解任時)
- 2014年は9月に解任 (順位・数値は解任時)

## タイトル

### 指導者時代
ECヴィトーリア
- カンピオナート・バイアーノ:1回（1995）

セントロ・スポルチーヴォ・アラゴアーノ
- カンピオナート・アラゴアーノ:1回（1998）

ECサント・アンドレ
- コパ・ド・ブラジル:1回（2004）

大分トリニータ
- Jリーグカップ:1回（2008）

アヴァイFC
- カンピオナート・カタリネンセ:1回（2010）

アル・アラビSC
- シェイク・ジャシムカップ:1回（2010）

アル・ファイサリーFC
- サウジ国王杯:1回（2020-21）

ネオムSC
- サウジ・ファーストディヴィジョンリーグ : 1回（2024-25）

## 著書
- シャムスカ・マジック（2009年、講談社）